# Школа-коммуна имени Достоевского
Школа-коммуна имени Достоевского (ШКИД, Республика ШКИД) — школа-коммуна для трудновоспитуемых подростков им. Ф. М. Достоевского.

## История
Основана В. Н. Сорока-Росинским в 1918 году в Петрограде. В 1920—1925 годах располагалась по адресу Старо-Петергофский проспект, 19, на углу Старо-Петергофского проспекта и Курляндской улицы.
Носила название «Школа социально-индивидуального воспитания имени Достоевского для трудновоспитуемых».
Одна из пяти городских школ для мальчиков-беспризорников.
Реальные события, происходившие в стенах этого здания в 1920—1923 годах, положены в основу книг Л. Пантелеева и Г. Белых «Республика ШКИД» и П. Ольховского и К. Евстафьева «Последняя гимназия».
В 1966 году повесть «Республика Шкид» была экранизирована.
На стене здания в 2010 году размещена мемориальная доска.